# Кармента

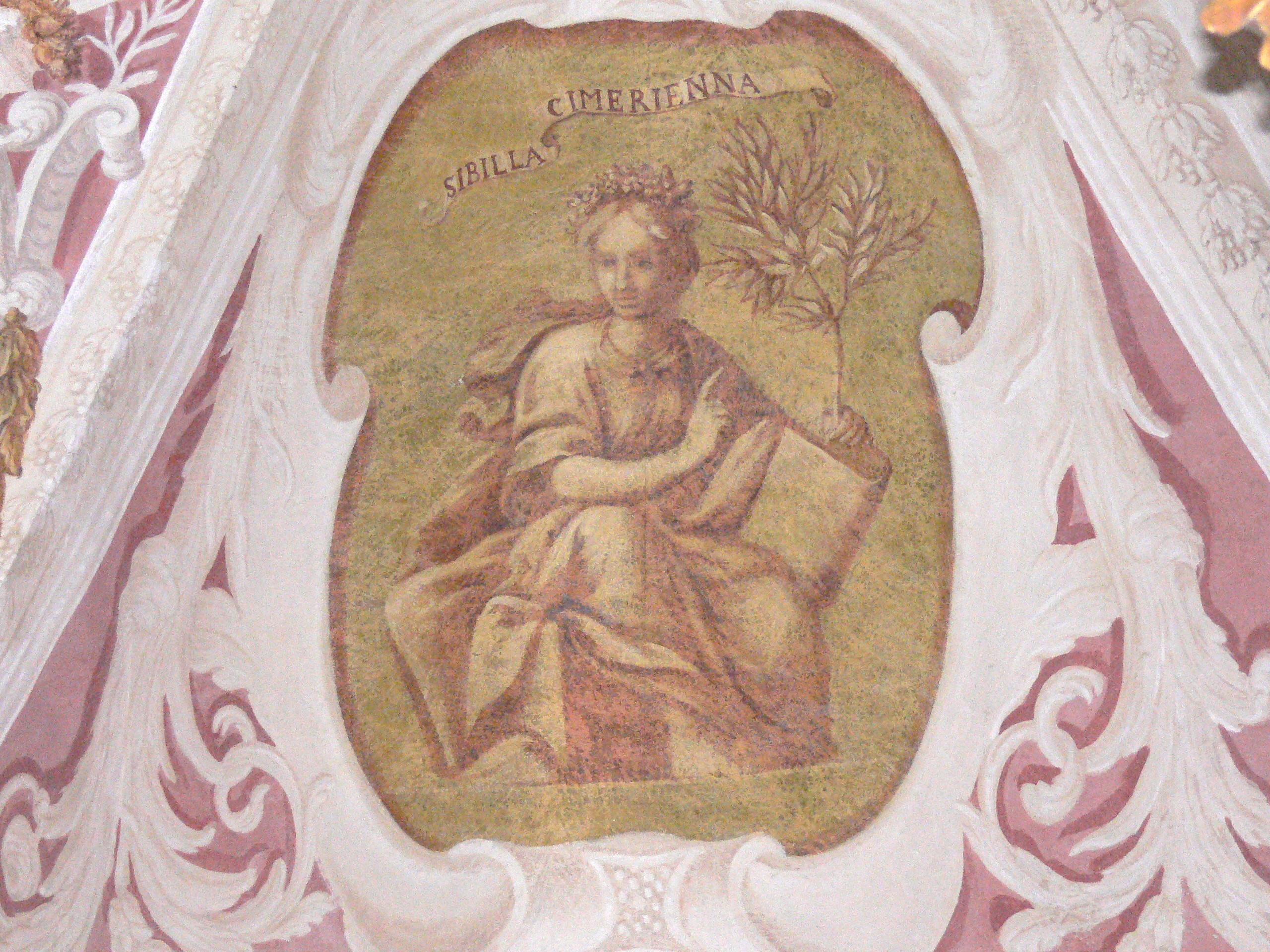
Кімерійська сивілла

Карме́нта (лат. Carmenta) — німфа-пророчиця, подавала допомогу жінкам під час пологів. Ім'ям Карменти була названа одна з міських брам у Римі, а біля Капітолія стояв її храм.
Карменту ототожнювали із давньогрецькою німфою Нікостратою, матір'ю Евандра.
Кармента́лії (лат. Carmentalia), жіночі свята на честь Карменти справляли 11 й 15 січня.